# فهرست خیابان‌های اصلی تبریز
فهرست خیابان‌های اصلی شهر تبریز، مرکز استان آذربایجان شرقی ایران:آ
- آخونی

## ا
- شاه گلی
- ابوذر
- ابوریحان
- اتحاد
- ارتش جنوبی
- ارتش شمالی
- استاد شهریار
- استاد معین
- اطلس
- امام خمینی
- امیرکبیر
- انقلاب

## ب
- باغمیشه
- بسیج مستضعفین
- بهار
- بوعلی‌سینا
- بهاران
- بهارستان
- بیست‌ودو بهمن
- بیست‌ونه بهمن

## پ
- پاستور
- پاسداران
- پمپیران
- پل سنگی
- پروین اعتصامی

## ت
- توانیر
- توحید
- تیمسار فلاحی
- تیمسار فلاحی شمالی
- تیمسار محققی

## ث
- ثقةالاسلام

## ج
- جمهوری اسلامی
- جنت
- جنت شمالی
- جهاد

## ح
- حافظ

## خ
- خاقانی
- خانه چوبی
- خاوران
- خرمشهر
- خطیب
- خواجه نصیرالدین
- خیام

## د
- دانشسرا
- دانشگاه
- دکتر حسابی
- دکتر مفتح
- دلتنگی

## ر
- رازی
- رجایی‌شهر
- رسالت
- رضوان
- رودکی

## ز
- زعفرانیه

## س
- ستارخان
- سرباز
- سربازشهید
- سلیمان‌خاطر
- سی‌متری
- سینا
- سی‌وپنج‌متری

## ش
- شریعتی(شهناز)
- شفیع‌زاده
- شفیعی
- شمس
- شمس تبریزی
- شهید امام‌دوست
- شهید بابایی
- شهید بهشتی
- شهید ثابتی
- شهید حیدری فابند
- شهید رجایی
- شهید رضانژاد
- شهید رنجبر
- شهید روحانی
- شهید زبردست
- شهید صمدی
- شهید ظهیری
- شهید فکوری
- شهید فلاح‌نژاد
- شهید قاضی طباطبایی
- شهید مدنی
- شهید مقدم
- شهید منتظری
- شهید نجاتی
- شهید وحیدی
- شهید ولی‌پور
- شهید یاغچیان
- شیخ محمد خیابانی

## ص
- صائب تبریزی
- صادقیه
- صدرالشعرا

## ط
- طالقانی

## ع
- عارف
- عباسی
- عدل
- عطار نیشابوری
- علامه امینی
- علامه طباطبایی

## ف

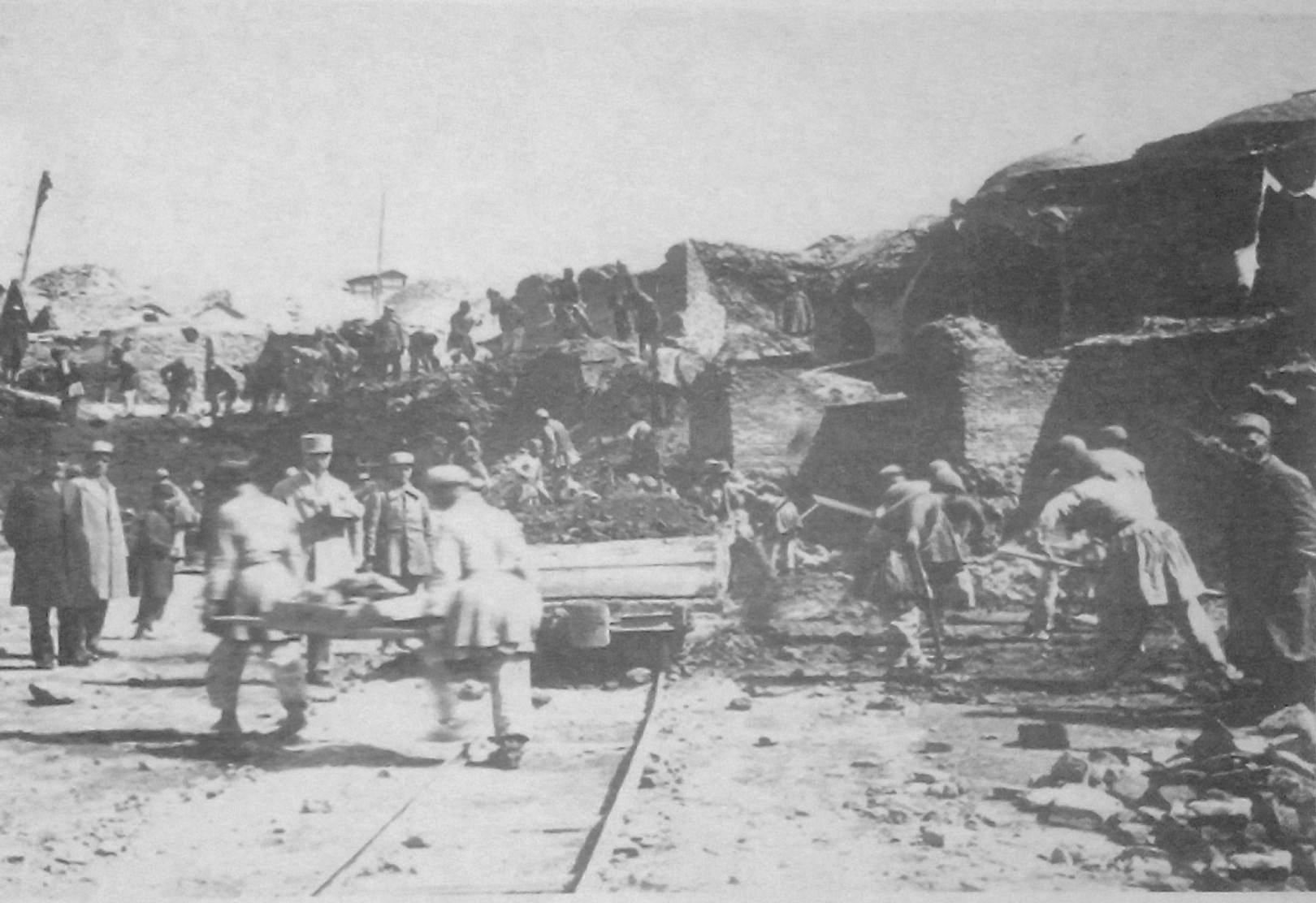
خیابان فردوسی در حال تخریب در سال ۱۳۰۸.

- فارابی
- فارون
- فتح
- فجر
- فردوسی
- فروردین
- فرهنگ
- فلسطین

## ق
- قائم
- قدس
- قطران

## ک
- کارخانجات صنعتی
- کارگر
- کوثر
- کوثر جنوبی

## گ
- گلپارک
- گلدشت
- گلستان
- گلشهر
- گلگشت

## ل
- لاله
- لاله‌زار

## م
- مائده
- مخابرات
- مشروطه
- مطهری
- معراج
- ملاصدرا
- ملت
- مولوی
- میرداماد
- منجم
- منظریه

## ن
- نارمک
- نور
- نیروی هوایی

## و
- وادی رحمت
- ولی‌عصر
- ویلاشهر

## ه
- هفت تیر
- هفده شهریور
- هلال احمر

## ی
- یاغچیان